# Camila Mac Lennan
Camila Mac Lennan Freire (Ramos Mejía; 16 de dezembro de 1971) é uma atriz de cinema, teatro e televisão de nacionalidade argentino-peruana.

## Biografia
Camila Mac Lennan nasceu em Ramos Mejía, Argentina. É filha da psicoanalista e tradutora peruana Luz Freire e do ator argentino Gustavo Mac Lennan, que trabalhou em cinema e televisão no Peru na década dos oitenta. Desde 1975 até 1992, residiu na cidade de Lima, Peru. Desde 1992 até 2006, residiu na cidade de Buenos Aires, Argentina. Regressou ao Peru em 2006 e participou na minisérie O grande sangue 2.

## Teatro
Na Argentina
- Romeu e Julieta de Shakespeare (1999).
- Macbeth de Shakespeare (1999).
- Mundos possíveis de John Mighton (2001).
- Suspeitosa acção de uma boneca (2003).
- As criadas de Jean Genet (2004).

No Peru
- A Lenda de Pedro Navaja, baseada na ópera dos três centavos de Bertolt Brecht, adaptada e dirigida por Joaquín Vargas (1991)
- A porta fechada de Jean-Paul Sartre, dirigida por Carlos Deita (1991).
- Quatro histórias de cama de Eduardo Adrianzén (2008-2011).
- O menino que caiu dentro de um livro de Alan Ayckbourn, dirigida por David Carrillo (2008).
- Dramatis personae de Gonzalo Rodríguez Risco, dirigida por Diego A Fouce (2008).
- Heraud: El corazón volador de Eduardo Adrianzén e Claudia Sacha, dirigida por Óscar Carrillo (2008).
- Sala de ensaio, escrita e dirigida por Jaime Nieto (2009).
- A mulher sem memória, escrita e dirigida por César de María (2009).
- La señorita Julia de August Strindberg, dirigida por Marian Gubbins (2011).
- Libertinos de Eduardo Adrianzén, dirigida por Óscar Carrillo (2012).
- Romeu e Julieta de William Shakespeare, adaptada e dirigida por Bruno Odar (2012).[3]

## Cinema
Na Argentina
- O regulador (curta) (2000)
- Café da manhã (curta) (2000)
- Aninhando (curta) (2001)
- A Fuga (2001)
- Kiebre (telefilme) (2002) ... Laura.
- Quero-te, Ana (curta) (2002) ... Ana.
- Apasionados (2002)
- Dibu 3 (2002) ... Mulher assistente.
- Vladimir em Buenos Aires (2002) ... María.
- Esquecer (curta) (2003)
- Arrabal (curta) (2004) ... Morocha.
- Sonho de papel (2006)

No Peru
- Nunca mais, eu juro (LM) (1991)
- A partida (curta)
- O beijo de Abril (curta) (2010) ... Abril.
- Uma história de terror (curta) de Fermin Tanguis (2010) ... A Morte.
- Algo cheira mau na mala (curta) (2012) de Guille Isa ... Silvina.
- A casa rosada (LM) de Palito Ortega Matute (2012)
- Encerro (curto) (2012)
- Magallanes (LM) de Salvador do Solar (2016)

## Televisão

### Telenovelas
- Velo Negro, Velo Blanco (1991)
- Mala Mujer (1992)
- Rebelde Way (2002)
- Amor en custodia (2005)
- Amor mio (2005)
- Los exitosos Gómez (2010)
- Conversando con la luna (2012) ... Julieta.

### Séries
- Tiempofinal (2000)
- PH (2001)
- Simuladores (2004)
- Teatro desde o teatro (2006)
- Histórias por trás da morte personagem protagónico Doura Mayer (2013)

### Miniséries
- La gran sangre 2: As Deusas Malditas (2006) ... Diana.
- Baila Reggaetón (2007)
- La gran sangre 4 (2007) ... Diana.
- Sabrosas (2007)
- Chapulín, el doce (2008) ... Alicia, alias "A Momia"
- Magnolia Merino (2008) ... Irene
- Matadoras (2010) .... Olga
- Tribulación (2010) ... Claudia.
- La Faraona (2012) ... Jimena.
- Direito de família (2013), episódio "Direito a refazer nossa vida" ... Doris.